# Anatolie Topală
Anatolie Topală (ur. 27 października 1970 w Sadovej, rejon Călărași) – mołdawski matematyk, nauczyciel akademicki i urzędnik państwowy, od 2021 minister edukacji i nauki.

## Życiorys
W 1992 ukończył studia matematyczne na Państwowym Uniwersytecie Mołdawskim, w 1999 uzyskał doktorat nauk fizyczno-matematycznych. Został wykładowcą tej uczelni, dochodząc w 2006 do stanowiska profesorskiego. Obejmował także stanowiska zastępcy dziekana wydziału matematyki i informatyki oraz kierownika katedry. W latach 2013–2015 kierował państwową agencją zajmującą się ubezpieczeniami, następnie do 2019 agencją odpowiedzialną za szkolnictwo. W listopadzie 2019 został dyrektorem generalnym resortu edukacji i nauki. 6 sierpnia 2021 (jako bezpartyjny) objął stanowisko ministra edukacji i nauki w rządzie Natalii Gavrilițy.
Żonaty, ma jedno dziecko.